# Agencia Federal de Aviación Civil
La Agencia Federal de Aviación Civil (AFAC, Agence Fédérale de l'Aviation Civile) est une organisation du gouvernement mexicain qui vise à établir, administrer, coordonner, surveiller, exploiter et contrôler la prestation des services de transport aérien mexicain et également d'enquêter sur les incidents et accidents aériens.
Cette organisation dépend du Secrétariat à l'Infrastructure, aux Communications et aux Transports du Mexique.
Elle est créée le 16 octobre 2019 et remplace la Direction générale de l'aéronautique civile (Dirección General de Aeronáutica Civil), elle-même crée en 1956.

## Histoire
Bien qu'il y en ait eu d'autres, la première réelle Direction de l'Aviation Civile (Dirección de Aeronáutica Civil) au Mexique est créée en 1952, avant d'être remplacée 4 ans plus tard, en 1956 par la Direction Générale de l'Aviation Civile (Dirección General de Aeronáutica Civil).
En juillet 2010, la Federal Aviation Administration (FAA), la direction de l'aviation civile américaine, rétrograde le Mexique en catégorie 2 par le biais du Programme d'Évaluation de la Sécurité Aéronautique Internationale géré par l'International Aviation Safety Assesstment (IASA), mais en décembre de la même année, la reprise de la catégorie 1 de la FAA est obtenue.
Le 16 octobre 2019, le président Andrés Manuel López Obrador publie au Journal officiel de la Fédération le décret de création de l'Agence fédérale de l'aviation civile qui entre en vigueur le lendemain.
En octobre 2020, la FAA a de nouveau lancé un audit des opérations aériennes entre le Mexique et les États-Unis. Les résultats de cet audit ont été publiés en mai 2021. Ils aboutissent encore une fois à une rétrogradation du Mexique en catégorie 2,.

## Missions
Les missions confiées à Agence Fédérale de l'Aviation Civile sont sensiblement les mêmes que celles confiées au BEA et à la DGAC. Selon le journal officiel de la Fédération, l'AFAC a pour objet d'établir, d'administrer, de coordonner, de surveiller, d'exploiter et de contrôler la prestation des services de transport aérien national et international, aéroportuaires, complémentaires et commerciaux, ainsi que ceux expressément accordés par le Titulaire du Secrétariat des Communications et des Transports, conformément aux dispositions légales applicables.
De plus, par l'article 44 du décret sur sa création, l'AFAC est chargée des enquêtes concernant les accidents aériens survenu sur le territoire mexicain.

## Direction
Depuis octobre 2022, c'est le général Miguel Enrique Vallín Osuna qui est a la tête de l'agence, en tant que directeur général de l'AFAC. Il est aidé par l'ingénieur Dionisio Méndez Mayora, en qualité de directeur exécutif.

## Enquêtes
- Vol Western Airlines 2605
- Crash d'un Learjet 45 à Mexico
- Vol AeroUnion 302